# Стома

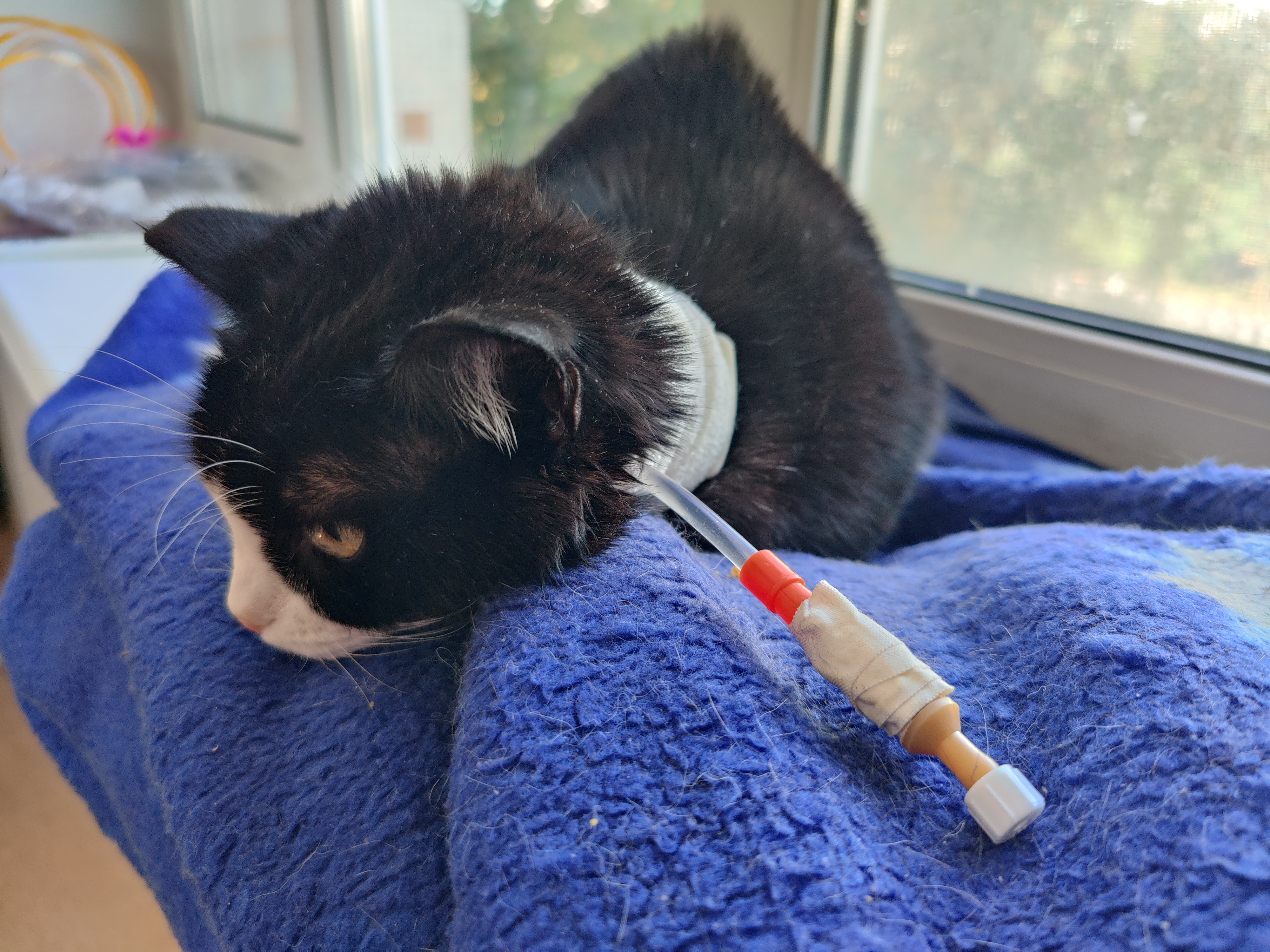
Кошка с эзофагостомой

Стома (др.-греч. stoma, множ. stomata) в хирургии — искусственное отверстие, создающее сообщение между полостью любого органа  (например, кишечника, трахеи) и окружающей средой. Данное отверстие накладывается на полый орган при его непроходимости или для исключения из работы отделов, лежащих ниже или выше стомы.
К примеру, при обтурации гортани накладывается трахеостома, при непроходимости пищевода — гастростома, при операциях на толстом кишечнике — колостома, на тонком кишечнике — дуоденостома, еюностома, илеостома, на мочеточнике — уретростома. Операция по наложению стомы относится к древнейшим видам хирургических вмешательств. Имеются свидетельства о выполнении подобных операций в античности и в более позднее время. Однако послеоперационное заживление таких дефектов было проблематичным, и часто приводило к гибели больного, так как до создания эффективных антисептиков невозможно было обеспечить надлежащую стерильность операционной раны.
В некоторых случаях целостность полого органа может быть восстановлена путем стыковки торцов и дальнейшего сшивания его остатков. Такое хирургическое вмешательство называется реконструкция стомы, закрытие стомы или пластика стомы. В широкой клинической практике используется реконструкция колостомы.